# W.W.J.D.
W.W.J.D. — це абревіатура від запитання «What would Jesus do?» (українською: «Що зробив би Ісус?»). Ідея цього питання полягає у тому, аби стоячи перед різними рішеннями у житті керуватися діями, які сам Ісус Христос міг би зробити, перебуваючи на місці того хто вагається у вирішенні певного питання. 

## Подібні гасла
| Скорочення | Значення                         | український переклад         |
| ---------- | -------------------------------- | ---------------------------- |
| P.U.S.H.   | Pray until something happens.    | Молись поки щось станеться.  |
| D.O.G.     | Depend on God.                   | Уповай на Бога.              |
| F.R.O.G.   | Fully rely on God.               | Повністю покладись на Бога.  |
| G.O.L.F.   | God offers love and forgiveness. | Бог дарує любов та прощення. |
| C.I.A.     | Christians in action             | Християнство в дії.          |
| B.I.G.     | Believe in God.                  | Вір Богу.                    |